# BioRxiv
bioRxiv је препринт репозитар за биолошке науке, покренут у новембру 2013. године. Хостује га Колд Спринг Харбор лабораторија (CSHL). Као препринти, текстови објављени на сајту bioRxiv нису рецензирани, али пролазе главну контролу и проверу да се установи да нису плагијати. Читаоци могу понудити коментаре на препринт. Концепт је био инспирисан репозитаром arXiv и намера је да га се допуни преко bioRxiv-а; arXiv се углавном фокусира на физику и сродне дисциплине, а покренуо га је Пол Гинспарг 1991. године (који такође ради за bioRxiv у саветодавном одбору). Има подршку CSHL и Фондације Лоури. Додатна средства долазе из Чен Закерберг иницијативе, чији је настанак потврђен априла 2017. године.
Пре стварања bioRxiv-а, биолози су били подељени по питању расположивости и намене репозитара препринта. Многи су имали проблем да су им истраживања била узета од конкурената а тако оригинални радови изгубљени из власништва. Међутим, неколико генетичара је предало документе у секцију „квантитативна биологија” (отворена 2003. године) и више није било оваквих проблема, јер су аутори могли показати препринт и тако доказати своје откриће.
Џослин Кејсер из Сајенса каже да је у првој години репозитар „имао скромну али све већу количину докумената”, са 824 препринта. Као резултат тога, неколико (али не и сви) биолошких часописа надоградили су своју полису за препринте, прецизирајући да се исти не сматрају препринтима ако су „прајор публикације” за потребе правила Ингелфингер. У 2015. години више од 20.000 твитова је урађено о препринтима који се налазе на bioRxiv-у. Фебруара 2016. године, стопа одлагања у bioRxiv порасла је са ~60 на ~200 радова месечно, са укупно 3.100 примљених докумената. На дан 21. април 2017. године, >10.000 докумената је било прихваћено. У марту 2017. године, број месечних требовања износио је преко 810.

## Поља
прихвата препринте у следећим дисциплинама:
- Понашање животиња и когниција
- Биохемија
- Биоинжењеринг
- Биоинформатика
- Биофизика
- Биологија рака
- Биологија ћелије
- Клиничка испитивања
- Развојна биологија
- Екологија
- Епидемиологија
- Еволуциона биологија
- Генетика
- Геномика
- Имунологија
- Микробиологија
- Молекуларна биологија
- Неуронауке
- Палеонтологија
- Патологија
- Фармакологија
- Физиологија
- Биологија биљака
- Научна комуникација и едукација
- Синтетска биологија
- Sистемска биологија
- Зоологија

## за часописе
Иницијатива  омогућава ауторима да доставе своје рукописе директно на систем преноса кроз bioRxiv. Часописи који тренутно учествују у пројекту B2J су:
- Acta Crystallographica Section D: Structural Biology
- Antimicrobial Agents and Chemotherapy
- Applied and Environmental Microbiology
- Biology Open
- Biophysical Journal
- Clinical and Vaccine Immunology
- Development
- Disease Models & Mechanisms
- eLife
- The EMBO Journal
- EMBO Molecular Medicine
- EMBO Reports
- Evolution Letters
- G3: Genes, Genomes, Genetics
- Genetics
- Genome Research
- GigaScience
- Genome Biology
- Infection and Immunity
- Journal of Bacteriology
- Journal of Biological Chemistry
- The Journal of Cell Biology
- Journal of Cell Science
- Journal of Clinical Microbiology
- Journal of Experimental Biology
- The Journal of Experimental Medicine
- The Journal of General Physiology
- The Journal of Immunology
- Journal of Lipid Research
- Journal of Neurophysiology
- Journal of Virology
- mBio
- Molecular and Cellular Biology
- Molecular & Cellular Proteomics
- Molecular Biology of the Cell
- Molecular Systems Biology
- mSphere
- mSystems
- The Plant Cell
- Plant Physiology
- PLOS Computational Biology
- PLOS Genetics
- PLOS Medicine
- PLOS Neglected Tropical Diseases
- PLOS One
- PLOS Pathogens
- PNAS